# 威廉·亨利·福克斯·塔尔博特
威廉·亨利·福克斯·塔尔博特（英語：William Henry Fox Talbot，1800年2月11日—1877年9月17日），英国化学家、数学家、亚述学家、政治人物、摄影先驱。早年曾入剑桥大学三一学院就读，并于1825年获得文科硕士学位。1834年，塔尔博特发现了卤化银的感光性以及碘化钾、浓盐水对定影的影响，并由此发明了一种照相的工艺。1835年，塔尔博特发明了负性相纸照相法，并拍摄出世界上第一张負片。1836年，塔尔博特发现了塔尔博特效应。1840年，塔尔博特改进了负性相纸照相法，并将其命名为卡罗式摄影法，这一摄影法很快就取代了曝光较慢的银版摄影法，引领了摄影技术的新走向。1840年代，塔尔博特将自己拍摄的照片配上文字，出版了《自然之笔》，这是世界上第一部使用照片插画的书籍。

## 纪念
- 小行星3151，以其姓氏命名